# Episodi di Mare fuori (seconda stagione)
La seconda stagione della serie televisiva Mare fuori, composta da dodici episodi, è stata trasmessa in prima visione su Rai 2 dal 17 novembre al 22 dicembre 2021. Soltanto i primi due episodi sono stati distribuiti in anteprima da RaiPlay il 15 novembre 2021.
| nº | Titolo                     | Prima TV         |                  |
| -- | -------------------------- | ---------------- | ---------------- |
| 1  | La famiglia che verrà      | 17 novembre 2021 |                  |
| 2  | Nella gioia e nel dolore   | 17 novembre 2021 |                  |
| 3  | Io non sono come voi       | 24 novembre 2021 | 24 novembre 2021 |
| 4  | Amare chi fa male          | 24 novembre 2021 | 24 novembre 2021 |
| 5  | Il passato che ritorna     | 1º dicembre 2021 | 1º dicembre 2021 |
| 6  | La mamma è sempre la mamma | 1º dicembre 2021 | 1º dicembre 2021 |
| 7  | Il peso delle scelte       | 8 dicembre 2021  | 8 dicembre 2021  |
| 8  | Le forme dell'amore        | 8 dicembre 2021  | 8 dicembre 2021  |
| 9  | Rivelazioni                | 15 dicembre 2021 | 15 dicembre 2021 |
| 10 | Niente è mai come sembra   | 15 dicembre 2021 | 15 dicembre 2021 |
| 11 | Colpevole d'innocenza      | 22 dicembre 2021 | 22 dicembre 2021 |
| 12 | Il punto di rottura        | 22 dicembre 2021 | 22 dicembre 2021 |

## La famiglia che verrà
- Diretto da: Milena Cocozza
- Scritto da: Cristiana Farina, Maurizio Careddu

### Trama
Carmine è sopravvissuto all'attentato, ma purtroppo è ancora in coma all'ospedale. A sorvegliarlo c'è Nina, ansiosa di sposarlo. All'IPM Edoardo ha preso il controllo della banda, mentre Filippo (che ormai è da tempo in isolamento) viene minacciato da Pirucchio e Totò, infatti anche se tutti continuano a credere che a uccidere Ciro sia stato Carmine, ritengono comunque quest'ultimo equamente colpevole.
Il magistrato decide di trasferire Filippo a Milano dopo la sua confessione, ritenendo che sia il modo migliore per proteggerlo, infatti anche se gli altri detenuti sanno che quella di Carmine e Filippo è stata legittima difesa, per loro restano comunque colpevoli di aver ucciso Ciro. Prima che il trasferimento a Milano venga convalidato Filippo rimarrà nella cella di isolamento, ma ciò non farebbe altro che confermare la sua colpevolezza esponendolo a ulteriori rischi: Filippo, infatti, vuole stare insieme agli altri detenuti sentendo di non avere nulla per cui sentirsi in colpa, quindi Paola e Beppe acconsentono a patto che il ragazzo venga considerato un sorvegliato speciale.
Edoardo e gli altri detenuti inveiscono poi contro la direttrice per la sua scelta di sospendere i loro permessi e di voler cancellare il murale dedicato a Ciro, anche perché lei lo ritiene un simbolo non dedicato all'amicizia, ma alla violenza, e l'ultima cosa che vuole è che Ciro venga preso a modello. Mentre Gianni siede nello stesso tavolo di Edoardo e del suo gruppo alla mensa, Filippo gli chiede di cedergli il posto, infatti con il consenso di Edoardo parla con loro ammettendo che per lui Carmine è un fratello, è consapevole che amavano Ciro nella stessa maniera e quindi capisce quello che provano; se Edoardo è più propenso a volerlo ascoltare, Gaetano al contrario gli rinfaccia tutto il suo disprezzo, non lo perdona per quello che è accaduto.
Lino ed Edoardo convengono sul fatto che Ciro è morto per colpa della sua intemperanza e che adesso è importante riportare un po' di equilibrio all'IPM, quindi i due arrivano a un accordo, dato che a breve Filippo verrà trasferito a Milano fino ad allora Edoardo deve garantire la sua incolumità e la cancellazione del murale, in cambio di un interessamento di Lino per far ottenere nuovamente i permessi d'uscita.
Edoardo apparentemente convince gli amici a non vendicare ancora la morte di Ciro anche se Gaetano vorrebbe uccidere Filippo prima che egli venga trasferito a Milano. Massimo è schiacciato dal senso di colpa sia per la morte di Ciro che per l'agguato a Carmine perché non ha saputo proteggerli e decide di lasciare l'IPM mettendosi in aspettativa.
Viola finge di essere attratta da Gaetano e lo avvicina per dargli un bacio, ma è solo un escamotage per mettergli in tasca una delle sue lame da lei usate per praticare l'autolesionismo. Gaetano, poco dopo, nelle docce litiga ferocemente con Edoardo dato che non accetta di dover cancellare il murale dedicato a Ciro per riottenere i permessi. Edoardo in memoria di Ciro, così come Totò, Milos e Gaetano, si tatua il nome del defunto compagno sulle dita della mano sinistra.
Nina sorprende Paola invitandola al suo matrimonio con Carmine e le chiede di farle da testimone. Paola chiede a Massimo di tornare ma lui le risponde che è in aspettativa per stare di più con suo figlio e le raccomanda di stare attenta perché, anche se il fratello di Carmine è stato arrestato, la madre Wanda ha preso il comando di tutte le piazze di spaccio della famiglia di Ciro e per questo potrebbero esserci ripercussioni per l'IPM.
Nunzia dà una buona notizia a Naditza, la quale da giorni non vede Filippo, dato che quest'ultimo era in isolamento che però ora è stato revocato: Filippo di conseguenza può ricominciare a dare lezioni di pianoforte. Naditza va a trovare Filippo nella sala comune ma la ragazza ci rimane male quando lui le dice che verrà trasferito vicino a casa per ottenere l'affidamento in prova.
Anche Gianni, consapevole di considerare Filippo suo amico, riprende le lezioni di musica e scrive una canzone con un messaggio anti-violenza intitolata Sangue nero. Filippo gli fa una sorpresa preparando per lui col pianoforte una base musicale; in un momento di debolezza gli confida di aver ucciso lui Ciro e non Carmine, ma il ragazzo preferisce rimanere fuori da questa faccenda.
Pino, da poco tornato in libertà, ottiene buoni risultati nella sua messa in prova, ma è costretto a restituire il cane Genny (a cui lui aveva dato il nome Hashish) ai suoi veri proprietari, i quali avevano smarrito l'animale, poi ritrovato grazie alla segnalazione di un commerciante di vino con cui Pino aveva litigato in precedenza. Il giorno dopo Pino va da lui, lo picchia e libera i suoi cardellini, venendo così arrestato. Una sera, mentre tutti festeggiano per aver riottenuto i permessi, Gaetano tenta di uccidere Filippo presso le docce. Proprio in quegli istanti, Carmine si risveglia dal coma.
- Ascolti: telespettatori 1 064 000 – share 4,70%[2].

## Nella gioia e nel dolore
- Diretto da: Milena Cocozza
- Scritto da: Cristiana Farina, Maurizio Careddu

### Trama
Filippo riesce a sopraffare facilmente Gaetano e a dividerli interviene Edoardo. Quest'ultimo convince Filippo a tornare nella sua cella, per poi mettere in chiaro le cose con Gaetano: se vuole uccidere Filippo, dovrà farlo solo fuori dall'IPM.
Carmine ha finalmente modo di conoscere la figlia Futura e Nina gli dice che sta organizzando il loro matrimonio. Paola e Massimo sono felici per il suo risveglio; la direttrice avvisa subito Filippo dicendogli che sarà il testimone di Carmine al matrimonio. Il ragazzo, inoltre, rinnega la madre Wanda, affermando che non vuole più appartenere alla famiglia Di Salvo e che non vuole più scendere a compromessi con Valletta.
Pino fa ritorno all'IPM; Gaetano e Totò non possono che esserne contenti dato che la loro speranza è che Pino possa uccidere Filippo. Ma inaspettatamente Pino è felice di rivederlo e lo abbraccia davanti a tutti, poiché gli è grato per avergli impedito il suicidio, oltre al fatto che Filippo e Carmine hanno ucciso Ciro, che Pino infatti era arrivato a odiare soprattutto dopo l'uccisione del suo cane Tyson. Inoltre, lui e Filippo si ritrovano a essere compagni di cella. Edoardo è decisamente compiaciuto ora che Filippo e Pino sono amici, anche solo per la soddisfazione di negare a Gaetano il piacere di vendicarsi di Filippo. Il giorno dopo, a mensa, Gaetano provoca Pino riguardo a Tyson, confermandosi quindi come l'esecutore materiale del piano di Ciro, scatenando una violentissima rissa tra i due che comunque vengono entrambi fermati da Filippo, Edoardo e Milos.
Tramite dei flashback si ripercorrono le ultime ore antecedenti all'arresto di Gaetano 'o Pirucchio: la sua è una famiglia perbene ma, per ribellarsi al padre, giudicato da lui un debole senza coraggio, aveva deciso di aggregarsi al gruppo di Ciro e Francesco. Il padre di Gaetano disapprovava l'amicizia tra lui e Ciro, il quale infatti era il figlio di un boss della camorra, ma Gaetano spinto dai suoi nuovi amici, si vendicò dei due malviventi che lo avevano picchiato la mattina precedente oltre a estorcere del denaro al padre, tramite una pistola procuratagli da Ciro per gambizzare uno dei due delinquenti. Gaetano, Ciro, Francesco e altri ragazzi trascorsero la notte a bere e a fare uso di cocaina, il mattino dopo però quando Gaetano tornò a casa scoprì che i suoi genitori lo avevano denunciato, infatti poco dopo la polizia lo arrestò.
Filippo chiede a Naditza di seguirlo a Milano ora che è in arrivo la sua scarcerazione e ottiene il benestare anche di Paola e Beppe. Sia Filippo che Gaetano ricevono una visita in carcere dalle loro rispettive famiglie, il rapporto tra Filippo e Anna è decisamente migliorato, tanto che convince lei e Anita a prendere in custodia Naditza, al contrario Gaetano tratta i suoi genitori con assoluta indifferenza.
Carmine entra nel programma di protezione, andando a vivere con Nina a Palma Campania in attesa di quella definitiva. Un nuovo ragazzo nel frattempo fa il suo ingresso all'IPM: si chiama Salvatore Baldi, soprannominato "Sasà", molto giovane e di famiglia benestante. Filippo e Gianni lo difendono da Gaetano, Totò e Milos che non tardano a molestarlo. Massimo comunica a Paola che è stato affidato dal Ministero al Tribunale e lei soffre molto di non averlo più all'IPM.
È arrivato il giorno dei permessi per i ragazzi dell'IPM: Carmela ha le doglie e star per dare alla luce il figlio di Edoardo, il quale, benché Gennaro lo avesse accompagnato in ospedale, preferisce non assistere alla nascita e passare invece la giornata con Teresa. Calata la notte, Edoardo, Totò, Gaetano e Milos vanno al cimitero per rendere omaggio a Ciro.
Finalmente il giorno del matrimonio di Nina e Carmine è arrivato, la cerimonia si celebra in una chiesa a Palma Campania, al matrimonio partecipano poche persone tra cui Filippo, Anita, Beppe, Paola, Massimo, Consuelo, Pietro e Sara. Finalmente dopo tanto tempo, Carmine e Filippo si riabbracciano. Il matrimonio tuttavia non tarda a trasformarsi in tragedia: c'è un SUV appostato fuori dalla chiesa, che aveva seguito Filippo e Beppe poco dopo l'uscita dall'IPM, il cui guidatore impugna una pistola apparentemente con l'intento di fare del male a Filippo anche se la ripone via, per poi mettersi a guidare con l'intenzione di travolgere Carmine e Futura. Nina, che nota il SUV, si getta in strada spingendo via il marito e la figlia finendo per essere travolta al posto loro.
- Altri interpreti: Pasquale Marotta (Francesco Russo), Domenico Galasso (padre di Gaetano), Ivana Maione (madre di Gaetano).
- Guest: Giacomo Giorgio (Ciro Ricci).
- Ascolti: telespettatori 983 000 – share 5,60%[2].

## Io non sono come voi
- Diretto da: Milena Cocozza
- Scritto da: Cristiana Farina, Maurizio Careddu

### Trama
Nina viene trasportata subito in ospedale ma purtroppo non sopravvive alle gravi ferite riportate. Tutto ciò getta Carmine, trovatosi a dover crescere da solo sua figlia, nella disperazione più totale. Filippo, Paola e Massimo vanno al funerale di Nina, tentando di dare un po' di conforto al ragazzo ma invano.
All'IPM Gaetano si diverte a far arrabbiare Filippo affermando di aver causato lui la morte di Nina, quindi Filippo e Pino lo picchiano, venendo fermati da Lino e Gennaro, a quel punto Edoardo, stufo di tutti i problemi che Gaetano sta causando, si arrabbia chiedendogli se è stato veramente lui a uccidere Nina: effettivamente Gaetano non conferma ma non smentisce, indica però il nome di Ciro tatuato sulla propria mano sinistra lasciando intendere che sia stato lui a farlo, in onore del defunto amico.
Paola riesce a far trasferire Naditza a Milano con l'aiuto dell'ex marito Lorenzo, che, essendo un avvocato, riesce a convincere il giudice a togliere ai genitori di Naditza la patria potestà sulla figlia. I genitori di Naditza si infuriano quando lo vengono a sapere, arrivando quasi a fare vandalismo nell'ufficio di Paola. Anita aiuta Naditza ad ambientarsi nella sua nuova casa a Milano.
Per Sasà la vita al carcere minorile inizia a farsi difficile al punto che, durante un litigio, arriva a mordere Totò in un braccio, con il solo risultato che quest'ultimo nelle docce si vendica picchiandolo e umiliandolo insieme a Milos e Gaetano sotto gli occhi di Edoardo.
Kubra Hailo è una ragazza di colore che vive a Ostia con la propria madre Latifah, la quale chiede alla propria figlia di concedersi allo stesso uomo con cui faceva sesso nella speranza di poter ottenere la casa popolare da loro desiderata; la ragazza, che non aveva alcuna intenzione di fare la stessa vita di Latifah, sorprende la madre accoltellandola al ventre senza darle il tempo di difendersi, lasciandola impietrita.
Carmine, dopo aver chiesto a sua suocera Sara di prendersi cura di Futura, torna a casa sua per recuperare una pistola. La donna non esita ad avvisare subito Massimo, che si mette sulle sue tracce. Carmine con la pistola in mano, va nel territorio dei Valletta, minacciando di morte i membri del clan criminale dando per scontato che siano stati loro a far uccidere Nina, ma nessuno di loro si fa intimorire, oltre a dichiararsi estranei all'accaduto. La madre di Nazario, il ragazzo che Carmine aveva ucciso, lo affronta, non ha paura di lui accusandolo di averle già rovinato la vita portandogli via il figlio, afferma di aver fatto uccidere lei Nina, anche se in realtà gli sta dicendo solo quello che lui vuole sentirsi dire, facendogli capire infatti che non è stata lei a far uccidere la ragazza, perciò Carmine si punta contro l'arma.
- Ascolti: telespettatori 993 000 – share 4,20%[3].

## Amare chi fa male
- Diretto da: Milena Cocozza
- Scritto da: Cristiana Farina, Maurizio Careddu

### Trama
Massimo trova Carmine mentre si sta puntando la pistola e riesce a farlo desistere ma non a farlo ragionare. Per quanto è accaduto, la sua messa in prova viene sospesa e deve fare ritorno all'IPM. Intanto Filippo è felicissimo perché sta per essere trasferito all'IPM di Milano e lo comunica a Naditza, che intanto si sta ambientando a casa sua, dove Anna le dà delle lezioni di pianoforte per aiutarla a migliorare.
All'IPM arriva Kubra, la cui madre è sopravvissuta al tentato omicidio, ed Edoardo e la sua banda si mettono a prenderla in giro scherzosamente. Pino rimane subito affascinato da lei, e quando cerca di parlarci anche lui con un tono scherzoso lei, sentendosi provocata, lo ricambia con una ginocchiata nelle parti basse. Anche Carmine ritorna all'IPM, dove viene accolto da Filippo, sorpreso per il suo inaspettato ritorno, e con sdegno in particolare da Gaetano. Luisa, la madre di Sasà, chiede a Lino di consegnare al figlio tutta la sua attrezzatura elettronica, essendo la sua passione. Beppe, per festeggiare la scarcerazione di Filippo, organizza uno spettacolo dove Filippo e Gianni si esibiranno e a cui saranno presenti anche le famiglie dei detenuti, mentre Sasà si occuperà di trasmettere l'evento online.
Sempre tramite alcuni flashback, si viene a conoscenza del motivo che ha portato Sasà all'interno dell'IPM: lui e la madre sono membri dell'alta società di Napoli, egli è un ragazzo solitario, emarginato a causa di sua madre, la sua unica amica era Erika, anche se la madre Luisa disapprova la loro frequentazione, dato che Erika vive nella scuola frequentata dai due ragazzi, dove il padre della ragazza vi lavora come inserviente. Erika e Sasà andarono alla festa di compleanno di un loro compagno di scuola al circolo privato e Sasà, stufo delle prese in giro da parte degli altri ragazzi, mentì vantandosi di aver fatto sesso con Erika, offendendola. Sasà andò da Erika per scusarsi del suo comportamento, poi tornò a casa e Luisa notò che il figlio aveva sul volto un'espressione triste e avvilita, facendo intendere che avesse capito che il figlio aveva appena fatto qualcosa di terribile. Nel cuore della notte, a casa di Sasà giunsero due agenti di polizia con l'obbligo di metterlo al corrente che, sotto denuncia di Erika, era stata avanzata contro di lui l'accusa di violenza carnale.
Carmine ormai vuole solo porre fine alla propria esistenza, indifferente a qualsiasi cosa, anche ai consigli di Massimo e Paola e all'amicizia di Filippo. I genitori vanno all'evento organizzato da Beppe, compresa Wanda, anche se il suo è solo un pretesto per parlare con Carmine, spiegandogli che, quando lui e Filippo hanno ammazzato Ciro, oltre ad avergli impedito di portare a Milano il carico di droga, il potere della famiglia Ricci si è indebolito, per cui ciò che vuole Wanda è distruggere sia i Ricci che i Valletta e ottenere tutto il potere su Napoli. All'evento è pure presente il padre di Gianni, infatti il ragazzo inizia ad agitarsi alla sola vista non appena inizia il concerto ma grazie a Gemma recupera la sua fiducia. Filippo suona il pianoforte mentre Gianni si mette a cantare, infine i ragazzi dell'IPM si mettono a cantare tutti insieme con Filippo ad accompagnarli al pianoforte, mentre Massimo ascolta tutto con malinconia da fuori il carcere. Infine Gemma e Gianni si scambiano il loro primo bacio.
Gaetano provoca Carmine affermando che è molto più divertente guardarlo soffrire per la morte della moglie piuttosto che ucciderlo; a quel punto Carmine lo colpisce con un pugno davanti a tutti. Gaetano non accetta la decisione di Edoardo, il quale ha imposto che contro Carmine non ci saranno vendette, dal momento che non vuole inutili problemi. Ormai Gaetano ha capito che Edoardo e Totò hanno perso ogni desiderio di vendetta nei confronti di Carmine, in quanto per loro ormai conta solo la libertà fuori dell'IPM. Teresa fa una sorpresa a Edoardo facendo esplodere dei fuochi d'artificio nel porto così che egli possa vederli dalla finestra della sua cella.
Filippo viene scarcerato ma, mentre Pino lo saluta con affetto, Carmine a stento gli rivolge la parola. Anna viene a prendere suo figlio ma quest'ultimo cambia idea decidendo di rimanere all'IPM e scontando lì il resto della pena, capendo di non poter lasciare l'amico da solo proprio nel momento del bisogno.
- Ascolti Italia: telespettatori 1 017 000 – share 5,1%[3].

## Il passato che ritorna
- Diretto da: Milena Cocozza
- Scritto da: Cristiana Farina, Maurizio Careddu e Luca Monesi

### Trama
Anita è costretta a spiegare a Naditza che Filippo resterà ancora all'IPM di Napoli. Pino e Gianni sono contenti che lui rimanga, ma Carmine, sorprendentemente, non apprezza particolarmente la sua presenza. Massimo, esortato da suo figlio Pietro, torna all'IPM per Carmine, che però non vuole l'aiuto di nessuno. Carmine vuole solo uccidere l'assassino di Nina, scontrandosi con Filippo che non accetta che il suo amico voglia scegliere la strada della violenza. Carmine lo picchia, venendo fermato da Pino e nonostante tutto Filippo non raccoglie la sua provocazione. Gaetano è soddisfatto nel vedere Carmine avvilito, al contrario di Totò, che invece dal suo sguardo appare dispiaciuto per lui.
Naditza non riesce più ad apprezzare Milano senza il ragazzo che ama e quando vede una zingara che cerca di derubare un uomo, lo punisce con una violenta ginocchiata nonostante fosse lui a subire il furto, aiutando la zingara a fuggire. Paola e Massimo (che ha deciso di far ritorno all'IPM), cercano di convincere Filippo a tornare a Milano ma lui mette in chiaro che non abbandonerà Carmine. Dato che dietro alla morte di Nina non sembra esserci la mano dei Valletta, sembra che l'unica possibilità è che sia stata la famiglia Ricci; quindi Filippo, basandosi su una teoria di Pino, convince Massimo a indagare su coloro che erano invitati al matrimonio, dato che il SUV che ha investito Nina potrebbe aver raggiunto Palma Campania seguendo uno di loro.
Con dei flashback si apprende di più su Beppe e sul suo passato: aveva avuto una relazione con Latifah, la quale in principio si prostituiva ma Beppe la allontanò dalla strada, dato che lavorava in un centro di accoglienza. La famiglia di Beppe è molto ricca, suo fratello Alessandro disprezzava il suo lavoro e sperava di convincerlo a lavorare con lui nella loro azienda, alla quale Beppe non era minimamente interessato. Alessandro, possessivo nei confronti del fratello, e per timore che Latifah potesse prendersi gioco di lui, provocò, insultò pesantemente la ragazza dandole esplicitamente più volte della poco di buono e la incastrò, piazzando di nascosto 1000 euro nel cassetto della sua camera da letto per poi far credere a Beppe che la ragazza era andata a letto con lui per soldi. Già sconvolto dalle parole del fratello, al quale aveva dato della persona spregevole, Beppe trovò infatti i 1000 euro in camera di Latifah, sorprendendo la ragazza. Nonostante Latifah gli avesse ripetutamente giurato  che i soldi non erano suoi, Beppe chiuse i ponti con lei senza darle il tempo di dirgli che era incinta: Beppe è il padre di Kubra.
Carmine, pur non volendo più avere nulla a che fare con Futura, non accetta che Sara permetta a Wanda di vedere la bambina, oltre al fatto che accetta da lei aiuti economici. Sara, purtroppo, non ha il coraggio di mettersi contro i Di Salvo, ed essendo una lavoratrice precaria non può prendersi adeguatamente cura di Futura. Paola litiga con Wanda, la quale spudoratamente ammette che vuole impadronirsi di Futura e trasformarla in un membro della loro famiglia camorrista, al che Paola la accusa di essere un pessimo modello, per via della sua natura prevaricante. Paola decide di chiedere l'affidamento di Futura e sebbene non trovi l'approvazione di Massimo, al contrario Lorenzo, l'ex marito, decide di sostenerla.
Carmine si scusa con Filippo per come si è comportato. Quest'ultimo cerca di fargli capire che anche se scoprire chi ha ucciso Nina è importante, Carmine non deve confondere la vendetta con la giustizia.
Ormai il matrimonio di Massimo e Consuelo è in piena crisi, dato che lei non accetta che suo marito abbia deciso di tornare a lavorare all'IPM e addirittura lo accusa di non aver mai amato veramente lei e Pietro e di averli sempre messi in secondo piano.
Edoardo, usando un cellulare che tiene ben nascosto, telefona a Teresa, ma Enrico, il padre della ragazza, decide di sequestrarle il telefono avendo capito che sua figlia si sta mettendo nei guai. Gaetano è sempre più convinto che Edoardo non sia capace di essere un leader, dato che non riesce a controllare l'IPM. Il padre di Gianni sembra cambiato e vuole tentare con lui una riconciliazione, chiedendo addirittura al figlio se vuole cantare a un concerto per un suo amico.
Massimo guarda tra i filmati delle videocamere all'esterno dell'IPM e vede il SUV che ha investito Nina, che infatti aveva seguito Beppe e Filippo.
- Altri interpreti: Marco Mario de Notaris (Alessandro Romano).
- Ascolti: telespettatori 1 152 000 – share 5%[4].

## La mamma è sempre la mamma
- Diretto da: Milena Cocozza
- Scritto da: Cristiana Farina, Maurizio Careddu e Luca Monesi

### Trama
Naditza, tramite la zingara che prima aveva aiutato, viene incredibilmente rintracciata dal padre Tal che le impone un compromesso: uscirà per sempre dalla sua vita a patto che gli permetta di rubare tutta la roba di valore nella casa dei Ferrari. Teresa va a trovare Edoardo all'IPM ma Liz non autorizza il colloquio, costretta con rammarico a spiegarle che il ragazzo è un bugiardo e che, a sua insaputa, ha una moglie e un figlio. Edoardo e il resto della banda sono sempre più incuriositi da Sasà, vorrebbero capire il motivo per cui è finito all'IPM; il ragazzo preferisce non dire nulla ma si fa sfuggire un dettaglio che viene notato da Totò, con cui Edoardo intuisce che il capo d'accusa è quello di stupro.
Filippo non trova giusto l'atteggiamento di Carmine nei confronti di Futura, dato che pare indifferente nei confronti della figlia, nonostante Paola abbia deciso di prenderla in custodia. Carmine si mette a urlare facendo notare a Filippo che lui ha Naditza ad attenderlo a Milano e nonostante tutto è rimasto a Napoli benché Carmine non abbia mai voluto il suo aiuto, poi interviene Pino che abbraccia Carmine aiutandolo a calmarsi.
Viola apparentemente fa un favore a Silvia regalandole dell'hashish che si mette a fumare nel bagno insieme a Kubra; tuttavia, entrambe vengono incastrate dalla ragazza che avverte Lino e Beppe dell'odore, i quali hanno un acceso scontro con Kubra, che finisce così in isolamento. Wanda porta Futura a casa sua ma Lorenzo e Paola, insieme all'assistente sociale e con un'ingiunzione del giudice, si prendono la bambina.
Attraverso dei flashback, si viene a conoscenza del motivo per il quale Silvia è stata arrestata: durante una festa esclusiva su uno yatch, la giovane aveva conosciuto un uomo benestante, che diceva di chiamarsi Mirko Martinelli e di esercitare come avvocato. I due iniziarono una relazione e decisero di recarsi in vacanza a Capri; ritornata a Napoli con un traghetto, in quanto era stata incaricata da Mirko di portare dei documenti legali molto importanti, Silvia fu tratta in stato di fermo poiché, a sua insaputa, trasportava cocaina, venendo anche a conoscenza del fatto che Mirko si era creato una falsa identità.
Edoardo non capisce per quale motivo Teresa non risponda più alle sue telefonate, e insieme agli altri tre amici sfoga tutta la sua rabbia contro Sasà, divertendosi a torturarlo in bagno per fargli provare lo stesso dolore che ha provato la ragazza che potrebbe essere stata violentata, ma Lino riesce a fermarli ed Edoardo si arrabbia con lui quando lo mette davanti alla sua meschinità, facendogli notare che da quando ha messo incinta Carmela non ha fatto altro che tradirla.
Lorenzo aiuta Paola ad accudire Futura, apprezzandone le premure. Beppe, a notte inoltrata, dopo il litigio guarda il fascicolo di Kubra e rimane angosciato leggendo il nome della madre: Latifah Hailo, la sua ex fidanzata. Decide di riportare Kubra nel dormitorio, iniziando a comprendere il legame che li lega, specialmente quando Kubra, pur non conoscendo suo padre, gli rivela che la madre lo conobbe a Napoli e che proveniva da una famiglia ricca che la disprezzava fortemente, per loro era solo una poco di buono. Carmine ritrova parzialmente la sua tranquillità, confessando a Filippo che in realtà è contento che lui sia rimasto a Napoli per stargli vicino.
Tal e il suo complice entrano nella casa dei Ferrari, ma Naditza fa chiamare la polizia, che arresta il complice di Tal, mentre il padre di Naditza scappa, sorprendendo nuovamente la figlia. Tal cerca di farle del male, ma lei fugge rubando uno scooter, venendo poi fermata dalla polizia non avendo il casco né documenti.
Filippo sogna la morte di Nina rievocando un dettaglio a cui prima non aveva dato importanza: Anita era stata la prima a lasciare la chiesa e, alla guida della sua auto, passò proprio accanto al SUV che investì Nina. Filippo spiega a Massimo che nell'auto di Anita è montata una videocamera e che dunque potrebbe aver ripreso il volto del guidatore. Mentre Viola sta facendo la doccia, Kubra la strozza, volendo vendicarsi per quanto fatto prima ai danni suoi e di Silvia, intimandole poi di non mettersi più contro di lei. Viola questa volta non rimane indifferente, visibilmente spaventata e in lacrime dopo quanto accaduto.
Beppe e Massimo guardano il video, in cui il volto della misteriosa persona non viene inquadrato ma fanno una scoperta agghiacciante: il guidatore della macchina aveva il nome di Ciro tatuato sulla mano sinistra. Questo per Massimo e Beppe è un duro colpo, in quanto l'assassino di Nina a cui danno la caccia è uno dei ragazzi dell'IPM sotto la loro tutela, quindi il numero di sospettati si riduce a sole quattro persone: Edoardo, Milos, Gaetano e Totò.
- Ascolti: telespettatori 1 250 000 – share 6,7%[4].

## Il peso delle scelte
- Diretto da: Milena Cocozza
- Scritto da: Cristiana Farina, Maurizio Careddu e Luca Monesi

### Trama
Naditza è stata arrestata per il furto dello scooter. Torna all'IPM di Napoli ma non vuole più avere nulla a che fare con Filippo, accusandolo di aver tradito la sua fiducia. Massimo mette Paola al corrente delle sue indagini, ovvero che Edoardo, Totò, Milos e Gaetano erano tutti fuori con il permesso d'uscita il giorno delle nozze di Carmine e che l'assassino è uno di loro, ma per ora è meglio non coinvolgere la polizia, per timore che Carmine e Filippo scoprano tutto ed evitare ritorsioni; dunque, per non farli insospettire li mettono nella cella di isolamento tutti i quattro sospettati con la scusa dell'aggressione nei confronti di Sasà.
Carmine e Pino, però, intuiscono subito che l'assassino di Nina si trova tra i ragazzi messi in isolamento e anche Edoardo e Gaetano comprendono che è la morte della ragazza la ragione per cui Massimo li ha presi di mira. Edoardo fatica a contenere la rabbia, Futura è una bambina innocente e non può tollerare che sia diventata orfana di madre per colpa di un membro della sua banda. Gaetano accusa Edoardo di essere la causa dei loro problemi affermando che la sua ossessione per Teresa non ha fatto altro che trasformarlo in una persona inaffidabile, aggiungendo che lui non vale niente soprattutto facendo un confronto con Ciro. Edoardo si inferocisce affermando che Ciro era uno sconsiderato al pari di Gaetano, mettendosi a fare a pugni con lui.
Massimo ha capito che Lino si è affezionato a Sasà e teme che il suo collega lo metta sul piedistallo; infatti Lino non lo ritiene colpevole del crimine per cui Sasà è stato arrestato. Massimo però studiando il caso di Sasà nota un particolare a cui Lino non aveva prestato attenzione, infatti Luisa dopo l'accusa di stupro voleva farlo fuggire comprando un biglietto aereo per gli Stati Uniti in modo da fargli evitare il processo: non solo il piano fallì ma Sasà è stato rinchiuso all'IPM per evitare un altro tentativo di fuga. Lino si sta rendendo conto che lui e Sasà hanno molto in comune, entrambi succubi dei propri genitori: in passato il padre di Lino investì una donna con il suo furgone e proprio il figlio voleva soccorrerla, ma il padre lo costrinse a non farlo per evitare conseguenze legali, lasciandola morire e dichiarando falsa testimonianza alle autorità (ovvero che a uccidere la donna erano stati alcuni ladri che si erano impossessati del furgone).
Carmine inizia lentamente a risvegliare la sua emotività, ne è la prova che si sta preoccupando per Filippo, spiegandogli che Naditza non si sente alla sua altezza, e che le aspettative che Filippo ha su di lei sono troppo grandi. Naditza capisce che Filippo non è tornato a Milano solo perché Carmine è distrutto dalla morte di Nina; infatti quest'ultimo vedeva nella moglie una delle poche persone che credevano in lui, così come Filippo alla stessa maniera fa nei confronti di Naditza. Quest'ultima, grazie a Carmine, perdona Filippo, promettendogli che la prossima volta andranno a Milano insieme.
Beppe confessa a Massimo di essere il padre di Kubra, poi aggredisce e rinnega il fratello Alessandro quando quest'ultimo ammette, senza provare alcun senso di colpa, che tra lui e Latifah non era successo nulla e che quello che gli aveva detto all'epoca era tutta una bugia per farla allontanare da lui, accusandolo di essere una persona pessima e di avergli rovinato la vita.
Massimo schernisce Edoardo e i suoi amici che vivono nell'illusione che la condotta criminale a cui sono devoti faccia di loro delle persone coraggiose, ritenendo che la vera forza derivi dall'onestà, oltre al fatto che Edoardo in particolare si diverte a strumentalizzare le ragazze con menzogne e manipolazioni animato dalla sua superbia. Edoardo comunque non può aver ucciso Nina, dato che quel giorno era con Teresa ma per orgoglio non vuole raccontare a nessuno del suo alibi, anche se Massimo lo aveva già intuito da solo, facendosi confermare l'alibi dalla ragazza stessa. Massimo spiega a Edoardo che Teresa già sapeva che lui è sposato e che ha un figlio, ma ormai l'ha persa; anche Totò non è più tra gli indiziati visto che la madre conferma che era con lei quando Nina è stata uccisa. Quindi Milos e Gaetano rimangono gli unici sospettati.
Totò ed Edoardo ora non sono più in isolamento, Massimo tenta di convincerli a scusarsi con Sasà per rendere più credibile agli occhi di Carmine che la ragione per cui erano stati messi in isolamento era dovuta a quello che gli avevano fatto, ma i due si rifiutano di scusarsi e al contrario si mettono a provocare Sasà davanti agli altri detenuti. Quest’ultimo, stufo di sopportarli, cerca di fare a botte con entrambi anche se poi Carmine e Pino lo fermano per evitare il peggioramento della situazione. Con l'intervento di Lino, Totò ed Edoardo si scusano apparentemente con Sasà ma la mattina dopo, nei bagni comuni, Edoardo sottomette Sasà con una ginocchiata e mentre egli è per terra Edoardo si mette sopra di lui e gli disegna il simbolo fallico sulla schiena con un chiodo, minacciando poi di fargli di peggio se racconterà a qualcuno dell'aggressione.
Pietro ha avuto la febbre, e quindi Consuelo rimane con lui dovendo rinunciare a un importante colloquio di lavoro dato che Massimo non era in casa ad aiutarla. Sebbene Massimo sia sinceramente dispiaciuto, le sue scuse servono a poco, infatti mentre dorme Consuelo lo lascia portandosi via Pietro.
Pino, approfittando del permesso d'uscita, va al campo rom in cui vive Tal e lo picchia selvaggiamente dopo essergli arrivato alle spalle, ritenendo di fare un favore a Filippo e Naditza, rubandogli anche la cagnolina.
- Altri interpreti: Marco Mario de Notaris (Alessandro Romano).
- Ascolti: telespettatori 1 321 000 – share 5,70%[5].

## Le forme dell'amore
- Diretto da: Ivan Silvestrini
- Scritto da: Cristiana Farina, Maurizio Careddu e Luca Monesi

### Trama
Pino porta la cagnolina all'IPM riscuotendo successo tra le ragazze, anche se ha bisogno di cure. Pino e Kubra infatti la accudiscono, dandole il nome Libera, e la ragazza pare ricambiare le attenzioni di lui. Tal è stato ricoverato in ospedale, e Naditza si arrabbia con Filippo credendo erroneamente che sia stato lui a chiedere a Pino di picchiare il padre.
Carmine aggredisce Edoardo, tenta anche di soffocarlo, venendo fermato da Totò e Filippo. Consuelo è partita per il Brasile portando con sé Pietro, per cui ormai Massimo si ritrova senza famiglia. Massimo consiglia a Beppe di fare un test del DNA per scoprire se Kubra è veramente sua figlia, ma lui preferisce scoprirlo da Latifah e manifesta l'intenzione di andare a trovarla in ospedale, rimpiangendo di essersi fidato di suo fratello nonostante sapesse che egli disprezza da sempre poveri e diversi, avendo perso così l'opportunità di avere una famiglia.
Edoardo ha capito che è stata Liz a rivelare a Teresa della sua doppia vita, mostrandosi molto severa con lui perché probabilmente gli ricorda Attilio, un ragazzo dell'IPM a cui era particolarmente affezionata, e che aveva un temperamento estremamente aggressivo, dopo essersi cacciato nei guai in seguito a un'uscita temporanea, aveva chiesto a Liz ospitalità e protezione, ma lei gli proibì di entrare in casa, anche perché il marito di Liz era già contrario al fatto che lei fosse così indulgente con Attilio, successivamente venne ucciso. Liz non vuole permettere a Edoardo di fare la sua stessa fine, capendo che il suo problema è l'avidità. Effettivamente Edoardo, nella sua incontenibile arroganza, pur volendo rimanere al fianco della moglie e del loro bambino, non ritiene che il suo ruolo di padre e marito debba ostacolarlo dall'avere tutta per sé anche Teresa, non mostrando rimorso né per i segreti che ha mantenuto con quest'ultima né per i tradimenti nei confronti della moglie.
L'auto che ha investito Nina è stata ritrovata dalla polizia nel lago d'Averno, Massimo quindi si mette a provocare sia Gaetano che Milos sperando di estorcere una confessione a entrambi, anche se in realtà lui non ha nessun dubbio sul fatto che l'assassino è Gaetano perché, oltre al fatto che quest'ultimo si era vantato di aver ucciso Nina, ha notato che Milos sembra avere un alibi anche se stranamente non vuole dirgli dove si trovava il giorno del matrimonio di Carmine e Nina.
Paolo, il padre di Gianni, porta il figlio alla festa di compleanno di un ragazzino, che è un ammiratore delle sue canzoni, ma Gianni nota subito che quello è un ambiente tutt'altro che limpido: il festeggiato è il figlio di un boss della camorra. Paolo ha voluto portare lì Gianni per affidargli una pistola in maniera da eludere la sorveglianza, col probabile intento di usarla per commettere un crimine, ma Gianni fugge via gettandola in mare. Luisa invita a cena Lino e i due finiscono a letto insieme, con la donna che il mattino dopo gli regala persino l'auto dell'ex marito.
Milos, rimanendo da solo con Massimo, decide di rivelargli la verità facendogli promettere di non divulgarlo a nessuno. Massimo spiega a Paola che Milos ha una relazione con una ragazza transgender di nome Luna; infatti ha un solido alibi dato che il giorno delle nozze di Carmine e Nina era insieme a lei, che infatti insieme al suo coinquilino conferma la veridicità delle sue parole: i sospetti, quindi, ricadono unicamente su Gaetano. Carmine chiede a Pino di procurargli un'arma, con il probabile intento di usarla per uccidere Gaetano e vendicare la moglie.
- Ascolti: telespettatori 1 306 000 – share 6,80%[5].

## Rivelazioni
- Diretto da: Ivan Silvestrini

### Trama
Milos esce dall'isolamento e Carmine capisce così che il colpevole è Gaetano e vuole farlo fuori. Filippo cerca di far cambiare idea a Carmine sulla vendetta ma quest'ultimo reagisce male e Filippo lo prende a pugni, venendo fermato da Pino e Massimo, persino Edoardo e gli altri detenuti sono visibilmente sconcertati dalla reazione violenta di Filippo, che rinnega Carmine come suo amico. Filippo dice a Naditza di essere innamorato di lei ma la ragazza è ancora arrabbiata per quello che Pino ha fatto a Tal. Naditza fa visita a suo padre in ospedale, i genitori della ragazza cercano di riappacificarsi con lei e la madre le chiede di sposare un uomo, il quale ha molti soldi, affermando che lei e Filippo vengono da due mondi troppo diversi e che non avranno mai un futuro insieme. Tal ha solo fatto finta di essere in pessime condizioni solo per manipolare la figlia e impietosirla.
Viola consegna a Gemma una lettera da parte di Fabio, ma lei non vuole leggerla e quindi Viola la strappa. Sasà scrive una lettera a Erika in cui le confessa il suo amore, Lino va dalla ragazza a consegnarla ma lei si rifiuta di leggerla, rivelando a Lino di aver ricevuto minacce dagli avvocati di Luisa.
Beppe organizza una gita in barca con Filippo, Silvia, Viola, Pino, Gianni, Gemma e Kubra, durante la quale i ragazzi si tuffano in acqua. Anche Kubra decide di seguirli, tuttavia non sa nuotare e in suo soccorso accorre Beppe; la ragazza, che nel frattempo si sta affezionando a lui, gli rivela di aver quasi ucciso la madre Latifah perché quest'ultima voleva farla prostituire.
Con dei flashback si esplora l'infanzia di Edoardo: la madre, come donna delle pulizie, prestava servizio nella casa della benestante famiglia Gaetani e portava con sé Edoardo al lavoro, ma il figlio dei padroni di casa, Giacinto, che aveva la stessa età di Edoardo, lo aveva preso in antipatia dato che quest'ultimo era invadente e un po' arrogante (Edoardo, in realtà, voleva solo essere suo amico) quindi Giacinto mise nello zaino di Edoardo una maglia autografata di Maradona che apparteneva al padre, accusandolo di furto e facendone ricadere le colpe su di lui. A quel punto la madre, che credeva fermamente nell'innocenza del figlio, si licenziò e quell'evento condizionò Edoardo al punto tale da divenire ossessionato dal potere e dal rispetto.
Liz accompagna Edoardo al battesimo del figlio, a cui è stato dato il nome di Ciro, ma lui scappa per cercare Teresa con l'intento di riconquistarla, non per amore ma solo per poter esercitare il proprio controllo, non riuscendo ad accettare che sia stata lei a lasciarlo. Teresa è disgustata da lui, dato che Edoardo vuole continuare a essere il suo fidanzato senza avere nessuna intenzione di lasciare la moglie e il figlio (per i quali, comunque, non dimostra affetto). Un amico di Teresa, vedendola in difficoltà, cerca di allontanare Edoardo, il quale però lo picchia con inaudita violenza (anche perché aveva riconosciuto Giacinto) mentre Teresa lo manda via, sconvolta dalla sua cattiveria.
Edoardo raggiunge la chiesa, ma il battesimo è già stato celebrato e la madre di Edoardo, così come Carmela, si mostrano profondamente deluse. Salvo non ci mette molto a capire che Edoardo si è messo nei guai per via di Teresa, lui e Edoardo si apprestano a fuggire ma arriva Liz, accompagnata dalla polizia che lo arresta per aggressione. Dallo scambio di sguardi di Liz e Carmela, è implicito che quest'ultima abbia capito che Edoardo le è stato infedele.
Massimo chiede a Filippo per quale motivo ha picchiato Carmine, ma nonostante tutto decide di non tradirlo, limitandosi con una velata allusione a far capire a Massimo che Gaetano non è al sicuro. Massimo chiede a Paola che Gaetano venga trasferito per evitare ripercussioni dato che Carmine è fuori controllo. Quest'ultimo continua a preparare la sua vendetta e lo racconta nell'orecchio anche alla figlioletta in un incontro privato che gli ha organizzato Paola nel suo ufficio, mentre Pino riesce a procurargli un coltello, ottenuto dopo la gita in barca.
- Ascolti: telespettatori 1 365 000 – share 6,10%[6].

## Niente è mai come sembra
- Diretto da: Ivan Silvestrini

### Trama
Filippo continua a ribadire a Carmine che è rimasto all'IPM per aiutarlo ma, dato che si vede soltanto preso in giro, decide di cambiare cella. Silvia cerca di far ragionare Naditza, la quale in fondo è consapevole che Filippo non c'entra nulla con l'aggressione ai danni di Tal, cercando di farle capire che non troverà mai un ragazzo migliore di lui. Lino si confronta con Sasà, dicendogli che ha incontrato Erika e vi ha solo visto una persona che soffre, quindi sembra sempre più evidente che Sasà l'abbia veramente violentata; il ragazzo si dispera e Lino lo abbraccia.
Massimo fa rapporto al magistrato togliendo i permessi e i colloqui a Edoardo che, avendo già raggiunto la maggiore età, con la denuncia per aggressione finirà nel carcere di Poggioreale. Edoardo tenta di convincere Massimo a riconsiderare il trasferimento dato che, se venisse rinchiuso a Poggioreale, per lui sarebbe più difficile restare accanto al figlio neonato, ma Massimo che ha perso ormai ogni speranza con Edoardo, gli dà dell'ipocrita sapendo che lui non prova nessun amore per il figlio, lo conferma il fatto che non abbia assistito né alla nascita né al battesimo solo per il capriccio di voler correre dietro a Teresa.
Beppe spiega a Massimo che nessuno deve sapere che Kubra è sua figlia, considerato che, secondo lo statuto dell'IPM, non possono esistere legami di parentela tra detenuti e personale di servizio, motivo per cui Kubra verrebbe trasferita in un'altra struttura e lui non è disposto a perderla. Consuelo non intende far più ritorno in Italia, chiedendo il divorzio e addirittura l'affidamento esclusivo di Pietro, avendo, a scapito dell'ormai ex marito, ogni diritto di farlo dato che il bambino ha passaporto brasiliano. Massimo inizia a prestare meno attenzione a Carmine, capendo che ora è Filippo che ha più bisogno di lui, proprio a causa del brutto momento che Massimo sta passando, lui capisce bene i sentimenti di Filippo, che ormai ha perso sia Naditza che Carmine, in ogni caso Massimo cerca di fargli capire che lui ha un buon cuore, e lo ha dimostrato scegliendo di rimanere a Napoli per aiutare Carmine anche se non è riuscito nel suo intento, convincendolo a non arrendersi con Naditza.
Edoardo è ben consapevole che finendo a Poggioreale per lui sarebbe la fine, e Totò per la prima volta prende coscienza del suo egoismo poiché, pur essendo consapevole che Pino e Carmine vogliono uccidere Gaetano, non vuole fare nulla per salvarlo. All'IPM intanto arriva un nuovo detenuto di nome Mimmo Varriale, vecchio amico di Edoardo, che intende aiutarlo a evadere dal carcere minorile senza che i suoi amici lo vengano a sapere, discutendo del piano nelle docce; i due non si sono accorti, però, che Totò ha ascoltato tutta la conversazione dietro una delle docce.
Dai flashback conosciamo la storia di Totò: ragazzo adottato, proveniente da una famiglia onesta e invidioso del fratello Mario (figlio biologico dei genitori adottivi di Totò), il quale a differenza sua è uno studente modello. I genitori e gli insegnanti cercavano di essere di sostegno a Totò ma lui reagiva al senso di inadeguatezza con la rabbia e la sconsideratezza. Un giorno arrivò a rubare lo scooter nuovo di Mario, che gli era stato regalato dai genitori per premiarlo dei suoi successi accademici, ma lo distrusse lanciandolo contro un'automobile. Il padre e la madre non erano particolarmente arrabbiati, ma Mario, già stufo del fatto che i suoi genitori preferissero viziare Totò piuttosto che disciplinarlo, gli rinfacciò tutto il suo disprezzo. Non era arrabbiato per lo scooter distrutto quanto per il fatto che Totò, per spavalderia, non intendeva scusarsi, arrivando a umiliarlo accusandolo di non essere degno della loro famiglia. Quest'ultimo, ferito dalle sue parole, corse a casa causando un'esplosione in seguito a una fuga di gas da egli innescata, venendo così arrestato.
La madre di Naditza cerca di far sentire in colpa la figlia per la loro condizione economica e le promette che parlerà con il padre; la ragazza risponde, però, che è disposta a sposare chi vogliono loro. Gemma prende la lettera che prima Viola aveva strappato e la legge venendo colta in flagrante da Viola, la quale è sempre più compiaciuta facendo notare a Gemma che lei odia Fabio, ma è proprio dal suo disprezzo che nasce l'amore contorto che la vincola fatalmente a lui e di cui Gemma chiaramente non riesce ancora a fare a meno. Viola, con un cellulare che lei nasconde in bagno, telefona a Fabio dicendogli che Gemma a breve avrà un permesso d'uscita.
Lino va a casa di Luisa spiegandole che ormai ha capito che Sasà è colpevole del crimine di cui è stato accusato, cercando di farle capire che Sasà non diventerà mai una brava persona se prima non si assume la responsabilità dei suoi errori. Luisa si rifiuta di ascoltarlo e Lino le restituisce l'auto che lei gli aveva regalato.
Beppe va a Roma a trovare Latifah all'ospedale, scusandosi per quello che era successo 17 anni prima, pur sapendo che ormai è troppo tardi. Latifah è pentita di aver chiesto a Kubra di prostituirsi e sente di aver perso l'unica cosa che amava. Beppe sa già che Kubra è sua figlia e non sente il bisogno di trovare conferma dalla donna, promettendole che la aiuterà a ritrovare il rapporto perso con la figlia e che d'ora in poi sarà lui a prendersene cura avendo capito di aver gettato via la sua felicità allontanando Latifah dalla sua vita.
Mario festeggia la maturità, Totò gli manca e infatti i suoi genitori vanno a trovarlo all'IPM, vorrebbero che prendesse parte ai festeggiamenti, Paola ha già deciso di accordargli un permesso d'uscita. Totò in un primo momento sembra disposto ad accettare, ma poi li rinnega quando capisce che il loro desiderio è che faccia almeno un tentativo per responsabilizzarsi, rivolgendosi a loro con parole di odio «voi non siete la mia famiglia e non lo sarete mai» anche se è evidente che Totò li ama ancora e pur ammettendo che sente la mancanza di Mario, preferisce escluderli dalla sua vita dando per scontato che li deluderebbe un'altra volta. Totò, ormai convinto che il mondo della malavita è l'unico in cui può essere accettato per quello che è, viene disilluso da Edoardo: quando gli chiede di aiutarlo a evadere con lui questi decide di non coinvolgerlo nei suoi progetti non ritenendolo adatto a fare il camorrista. Totò, sconfortato dalle parole dell'amico, gli rivela di aver ucciso lui Nina, era lui alla guida del SUV, anche se i veri bersagli erano Carmine e Filippo, il suo desiderio era quello di vendicare Ciro.
Carmine è ancora convinto che sia stato Gaetano a uccidere Nina ma, non potendo raggiungerlo nella cella di isolamento, è necessario che Gaetano venga portato in un luogo più accessibile. La veterinaria assunta dall'IPM per accudire Libera va al carcere per un controllo e Pino le ruba i lassativi. Gennaro, mentre è in mensa, prepara il vassoio con il cibo per Gaetano, ma Carmine si mette a provocarlo in modo da distrarlo, così Pino mette i lassativi di nascosto nel cibo di Gaetano, con l'intento di farlo sentir male e portarlo in infermeria.
Paola va a trovare Massimo a casa sua, il quale è ubriaco e finisce per baciarla. Beppe informa Massimo che i genitori di Totò hanno ritrattato l'alibi che gli avevano dato per il giorno del matrimonio di Carmine. Intanto, Gaetano è solo e indifeso in infermeria mentre da sotto il letto esce a sorpresa Carmine, pronto a compiere la propria vendetta.
- Altri interpreti: Rosaria De Cicco (dirigente scolastico).
- Ascolti: telespettatori 1 439 000 – share 8,50%[6].

## Colpevole d'innocenza
- Diretto da:

### Trama
Carmine si prepara a uccidere Gaetano, quest'ultimo in preda al terrore ammette che tra i membri della banda è sempre stato reputato una persona insignificante, Carmine e Filippo gli hanno portato via Ciro che considerava il suo unico amico, dunque per fare lo sbruffone si è vantato di aver ucciso Nina, ma lo supplica di risparmiargli la vita giurandogli di essere innocente.
Filippo scopre da Gennaro che Gaetano è stato portato in infermeria, intuendo subito che Carmine è intenzionato a ucciderlo. Corre a fermarlo insieme a Massimo per poi scoprire che Carmine aveva già deciso di risparmiargli la vita, gli è bastato vedere negli occhi Gaetano per capire che è innocente dato che trasudavano la stessa paura che aveva Nina quando è morta. Filippo abbraccia Carmine, orgoglioso di lui. Massimo in ogni caso incolpa Gaetano di aver rinnegato i suoi genitori per seguire l'ambiente criminale, affermando però che questa spiacevole esperienza forse può aiutarlo a dare una svolta positiva alla sua vita.
Totò viene portato in cella di isolamento, i suoi genitori hanno ammesso che l'alibi che gli avevano dato era falso, ora hanno capito che Totò deve assumersi la responsabilità delle sue colpe; Massimo è deluso da lui constatando che a dispetto dei suoi sforzi per aiutare quei ragazzi a redimersi, loro continuano a fare le scelte sbagliate, mentre Totò continua a giurare di essere innocente, quasi a voler negare con ostinazione la propria colpevolezza dando chiari segni di follia.
Ambra, la sorella maggiore di Gemma, raggiunge Napoli per incontrarla durante il permesso. Ora, grazie a vari interventi chirurgici il suo volto non è più totalmente sfigurato come prima, ma sono ancora evidenti i segni di quanto accaduto. Gemma chiede perdono ad Ambra per ciò che è accaduto, ma lei le risponde di guardare avanti. Ambra è di buon umore perché è convinta che Gemma sia ormai guarita dal suo malsano sentimento amoroso verso quell'uomo che ha fatto tanto del male a entrambe.
Gaetano, uscito dall'isolamento, con coraggio affronta Edoardo, rivelando a tutti che è Totò l'assassino di Nina, e benché Edoardo sapesse dell'innocenza di Gaetano non ha fatto nulla per aiutarlo. Edoardo non ritiene di doversi sentire in colpa dato che Gaetano si è messo nei guai da solo vantandosi di aver ucciso lui Nina. Gaetano ammette infatti di essersi comportato peggio di tutti gli altri, accusando Edoardo di essere una persona senza amici e senza valori. Gaetano ha capito che Carmine e i suoi amici erano fin dall'inizio dalla parte del giusto mentre Edoardo al contrario si accerchia di persone solo per compensare la propria debolezza. Edoardo, davanti alle sue provocazioni, gli risponde con un ghigno arrogante.
Il DNA trovato nel SUV che ha investito Nina corrisponde a quello di Totò. Massimo porta Carmine nella cella di isolamento, dove Totò ammette che nel vano tentativo di vendicare Ciro si è solo rovinato la vita, essendo ben consapevole di dover scontare trent'anni di galera per omicidio. Totò, esasperato dal rimorso, implora il perdono di Massimo e Carmine avendo capito che con il suo comportamento non ha fatto altro che arrecare dolore, i due lo abbracciano; Carmine decide di non portargli rancore.
Mentre Edoardo è nelle docce con Mimmo, quest'ultimo gli spiega che si è fatto inserire nel servizio di raccolta rifiuti dell'IPM con la scusa di aiutare Filippo, così, quando il netturbino (membro del clan dei Ricci e loro complice) verrà a prelevare i rifiuti col suo furgone, Edoardo si intrufolerà di nascosto nel mezzo e potrà evadere, ignari che Carmine (ben nascosto), dopo aver notato un'alleanza tra i due, ha sentito tutto quanto e che ora conosce il loro piano.
Con dei flashback è possibile ricostruire gli eventi che hanno portato all'arresto di Mimmo: il ragazzo lavora per i Ricci, i quali ormai sono stati detronizzati totalmente dal clan Di Salvo, tanto che Don Salvatore ha deciso di scappare da Napoli con la figlia Rosa; entrambi, però, rimangono vittime di un agguato dei sicari di Wanda, anche se sopravvivono, con Don Salvatore che riporta una ferita alla spalla e per questo finisce ricoverato in ospedale. Mimmo porta Rosa da Carmela per metterla in salvo e, dopo averla convinta a dirgli dove trovare suo fratello maggiore, Pietro Ricci (che si nasconde per non farsi trovare dai Di Salvo) va a trovarlo promettendogli che Edoardo lo aiuterà a distruggere i Di Salvo. All'insaputa di tutti, Mimmo lavora invece per Wanda, la quale gli ha promesso un posto di rilievo nel suo clan camorrista in cambio della morte di Edoardo e questi, attenendosi al piano dei Ricci, si fa arrestare per possesso di cocaina per finire intenzionalmente all'IPM e far credere a Edoardo che lo aiuterà a fuggire dalla struttura, quando in realtà una volta fuori dall'IPM lo aspetta un agguato teso da Wanda per ucciderlo.
Naditza, che ormai ha scontato la sua pena, viene rilasciata anche se Paola e Silvia non sono contente della sua decisione di sposare l'uomo che i suoi genitori le hanno imposto. Donka viene a prendere sua figlia e, nonostante le suppliche di Filippo, Naditza infine lascia il carcere senza ripensamenti. Lorenzo decide di uscire definitivamente dalla vita di Paola, avendo capito che lei non lo ama più pur volendogli ancora bene.
Dopo aver passato una giornata insieme, Gemma e Ambra vanno alla stazione ferroviaria, da dove quest'ultima riparte per Udine. Gemma, poi, si incammina da sola verso il B&B dove la stessa Ambra le aveva pagato la stanza, ma si accorge che sulla strada adiacente c'è Fabio, che era stato precedentemente informato da Viola. Fabio ha un atteggiamento supplichevole e remissivo: le dice che la ama, di essere pentito per il male che le ha fatto, di essere profondamente cambiato e di non voler più ripetere gli errori del passato. Lì vicino stanno passando due poliziotti: Fabio dice a Gemma che se vuole può chiamarli e farlo arrestare, perché lui in quel momento doveva restare a Udine, essendo ancora agli arresti domiciliari. Gemma, invece, si lascia nuovamente ingannare da lui. La ragazza inizia dapprima a scambiare effusioni amorose, in modo tale da non destare nessun sospetto nei poliziotti. Subito dopo, Gemma porta Fabio nel B&B in cui Ambra le aveva pagato una stanza, e i due fanno sesso. Quando hanno finito di consumare il rapporto, Fabio ha un volto estasiato e soddisfatto. Gemma, invece, ha uno sguardo triste e malinconico.
Filippo è disperato, ormai rassegnato all'idea di non rivedere più Naditza, perciò Pino e Carmine decidono di aiutarlo: quest'ultimo ha capito che l'unica soluzione è sfruttare il piano di evasione architettato da Mimmo per Edoardo. Una volta fuori dall'IPM, Carmine e Filippo dovranno impedire le nozze di Naditza. Infatti, proprio quando Edoardo si prepara a uscire dall'IPM fingendo di aiutare Filippo con i rifiuti, Pino colpisce alla testa Edoardo facendogli perdere i sensi, così Carmine e Filippo entrano nel furgone con l'autista all'oscuro di tutto che esce dall'IPM con i due ragazzi, nascosti dentro il mezzo. Intanto, Pietro Ricci viene ucciso da uno scagnozzo di Wanda dopo che Mimmo le aveva rivelato la posizione del nascondiglio in cui si era rifugiato.
- Altri interpreti: Alessio Del Mastro (Fabio De Gregorio), Maria Esposito (Rosa Ricci), Alessandro Orrei (Mimmo), Domenico De Meo (Pietro Ricci).
- Ascolti: telespettatori 1 156 000 – share 5,10%[7].

## Il punto di rottura

### Trama
Edoardo è arrabbiato come non mai dato che Carmine, Filippo e Pino lo hanno umiliato, mentre Mimmo, dopo aver saputo da Edoardo che nel furgone in realtà ci sono Carmine e Filippo, avvisa  Donna Wanda, che con una provvidenziale telefonata riesce a fermare in tempo i suoi scagnozzi e risparmiare i due ragazzi dopo che avevano già ucciso l'autista alla guida del furgone. Carmine ha capito che lui e Filippo senza volerlo hanno appena salvato la vita a Edoardo, e che in realtà quello che all'apparenza era un piano di evasione era invece un'esecuzione che vedeva quest'ultimo come vittima designata. Gianni esce con un permesso per poter esibirsi in un night club.
Dopo aver fatto sesso, Gemma e Fabio sono ancora nel B&B. Fabio, con un atteggiamento già più dominante e tracotante, vuole continuare a scambiare effusioni con lei, chiedendole con tono minaccioso se si è pentita di essersi riconciliata con lui. Lei afferma di non essersi pentita, ma si distanzia fisicamente da lui nel momento in cui in radio stanno passando la canzone di Gianni con un messaggio antiviolenza. Fabio non le lascia nemmeno la possibilità di spiegarsi: inizia a dare in escandescenze, rivelandole che Viola lo aveva informato del legame tra lei e Gianni, e di considerarlo un tradimento. Lei lo implora di calmarsi, lui invece la insulta pesantemente, la afferra per la gola e la picchia selvaggiamente, facendola cadere per terra. Risulta quindi evidente che tutte le sue precedenti richieste di perdono e promesse di cambiamento erano soltanto menzogne, dimostrando quindi la non redimibilità dei fidanzati violenti. Naditza è in chiesa, pronta a sposarsi, seppur infelice, fino all'arrivo di Filippo che inizia a suonare la loro canzone con l'organo. Naditza, capendo che malgrado tutto vuole stare solo con Filippo, fugge via insieme a lui grazie all'aiuto di Carmine, che per evitare che gli zingari raggiungano i due amici, chiude i cancelli della chiesa bloccando tutti dentro, per poi scappare con Filippo e Naditza con la macchina precedentemente rubata.
Gemma va ad assistere all'esibizione di Gianni, il quale ha riscosso un buon successo, ma il ragazzo nota i lividi che lei ha sul volto. Massimo e Paola vanno alla ricerca di Carmine e Filippo, seppur con poco impegno, felici del fatto che i due ragazzi hanno impedito le nozze di Naditza, poi entrambi vanno a casa di Paola e i due fanno l'amore. Carmine, Filippo e Naditza entrano di nascosto in una lussuosa villa, i cui proprietari sono assenti, e vi passano la notte.
La madre di Gianni aiuta il figlio ad accudire Gemma, tentando di convincerla a denunciare Fabio, perché anche lei ha vissuto una situazione simile alla sua. Gemma non vuole denunciarlo, e per Gianni è sempre più evidente che Gemma non voglia farlo per paura di ritorsioni. Egli perciò decide di agire da solo e va nell'albergo dove soggiornavano Gemma e Fabio per affrontare quell'uomo violento. Tra Gianni e Fabio scoppia una lite violentissima e furibonda, in cui Gianni gli urla che deve lasciare perdere Gemma una volta per tutte, e Fabio non vuole nemmeno prenderlo in considerazione, rivolgendosi al rivale con un atteggiamento di superiorità e di disprezzo. Gianni inizia a picchiare Fabio, nonostante questi abbia una maggiore prestanza fisica rispetto a lui. Nel breve scontro, infatti, Fabio sembra avere la meglio, riesce a buttare per terra Gianni e vuole continuare a colpirlo, forse mortalmente. Tuttavia Gianni, allo scopo di difendersi, respinge Fabio con tutta la forza possibile, facendolo precipitare giù dalla terrazza, causandone involontariamente la morte.
La polizia raggiunge la villa dove si nascondono Filippo, Naditza e Carmine: quest'ultimo si costituisce dando a Filippo e Naditza il tempo di scappare, sapendo che l'amicizia che li lega durerà per sempre.
Il giorno del processo di Sasà è arrivato, Lino lo accompagna in tribunale raccontandogli della ragazza che venne investita proprio dal padre di Lino, rimpiangendo di non averla salvata non avendo avuto il coraggio di affrontare il padre, facendo capire a Sasà che la sua peggiore condanna sarà il rimorso di non essersi assunto la responsabilità del male che ha fatto a Erika se continuerà a mentire. Sasà davanti al magistrato, contro il volere di Luisa, racconta la verità: dopo la festa, recatosi da Erika per chiederle scusa, era stato invitato a entrare da lei, dopodiché i due iniziarono a baciarsi. La situazione degenerò nel momento in cui Erika decise di non voler fare sesso con lui; Sasà ignorò le sue parole forzandola contro la sua volontà. Ammette così la sua colpevolezza e quindi Lino lo riporta in carcere. Anche se Sasà ha inflitto a Erika una ferita dalla quale non guarirà mai del tutto, assumendosi però la responsabilità dei suoi errori in parte si è riscattato. Luisa ormai si è resa conto che il figlio vede in Lino un punto di riferimento, più di quanto non lo sia stato lei.
Carmine torna all'IPM scoprendo che Rosa, ora che i suoi fratelli Ciro e Pietro sono morti, è stata arrestata e condotta al carcere minorile. Rosa lo incrocia nel corridoio parlandogli con tono minaccioso. I ragazzi vanno al porto per inaugurare la barca, portata a termine dopo tanta fatica con l'aiuto di Beppe, il quale cerca di far capire ai detenuti che la barca è un simbolo dell'importanza del duro lavoro, perché loro otterranno la redenzione solo quando impareranno a essere più forti delle loro colpe.
Rosa rivela a Edoardo che Mimmo li ha traditi. L'avvocato della ragazza le spiega che farla uscire di prigione sarà facile ma lei non ha nessuna intenzione di farlo, dato che sembra avere in mente un piano. Per Silvia, però, si tratta di una vecchia conoscenza: è "Mirko", l'uomo a causa del quale è finita in galera. Totò intanto viene portato via dall'IPM per essere trasferito al penitenziario di Poggioreale, dove dovrà scontare la pena per l'omicidio di Nina.
Teresa si strappa dal collo il ciondolo regalatole da Edoardo, pronta a voltare pagina; Gaetano si riconcilia con i suoi genitori; Consuelo ritorna con il piccolo Pietro a Napoli e quindi Massimo può riabbracciare il figlio; Paola consente a Carmine di trascorrere più tempo con Futura; infine Filippo e Naditza si godono la libertà trascorrendo una piacevole giornata in spiaggia.
- Altri interpreti: Alessio Del Mastro (Fabio De Gregorio), Maria Esposito (Rosa Ricci), Alessandro Orrei (Mimmo).
- Ascolti: telespettatori 1 263 000 – share 7,50%[7].